# Aangeslagen elektron
Een aangeslagen elektron is een elektron dat zich in een aangeslagen toestand bevindt, dus een hogere potentiële energie bezit dan strikt noodzakelijk. 
De elektronen in atomen zijn zo klein dat ze onderworpen zijn aan de regels van de kwantummechanica. Een belangrijk gevolg daarvan is dat elektronen niet willekeurig elke energie kunnen hebben, maar dat er afhankelijk van de positie van het atoom en andere atomen vaste banen voor de elektronen zijn, die elk een discrete potentiële energie hebben. Elke baan kan precies twee elektronen bevatten. Onder normale omstandigheden zullen de elektronen de baan opzoeken die de laagste potentiële energie heeft. 
Wanneer aan een elektron energie wordt toegevoegd, bijvoorbeeld doordat het de energie uit een foton absorbeert, of door een botsing van een elektron met hoge snelheid met een molecuul of atoom in een gasontlading, kan het elektron in een baan met een hogere potentiële energie komen. Zo'n elektron heet een aangeslagen elektron. Deze toestand zal over het algemeen niet lang bestaan: omdat er een lagere baan beschikbaar is, zal het elektron op een gegeven moment zelf de lagere potentiële energie weer opzoeken, en het energieoverschot weer aan de omgeving afstaan, bijvoorbeeld door het uitzenden van een foton.
Meestal vindt de overgang naar de baan met de lagere energie zeer snel plaats. Soms is die overgang volgens de kwantummechanica echter 'verboden'. In zo'n geval kan het lang duren voordat het elektron de lagere baan weer opzoekt; wel seconden tot minutenlang in sommige gevallen. Dit effect wordt fosforescentie genoemd en bijvoorbeeld gebruikt op wijzerplaten van moderne wekkers (voordat men van de gevaren wist, werd hiervoor ook wel radioactiviteit gebruikt), en op zogenaamd glow in the dark speelgoed.
De energieverschillen tussen de buitenste normaal gevulde banen van elektronen ligt in de orde van enkele elektronvolts. De fotonen die daarbij horen, kunnen een golflengte van zichtbaar licht hebben. Dit wordt bijvoorbeeld in leds en lasers gebruikt.
Voor de binnenste banen van zwaardere atomen (bijvoorbeeld metalen als ijzer, koper en molybdeen) zijn de energieverschillen vele malen hoger (enkele tot tientallen kilo-elektronvolts); de fotonen die daarbij horen hebben een golflengte in het gebied van de röntgenstraling. In een röntgenbuis wordt dit proces gebruikt om de straling te maken.